# Udhaar Ki Zindagi
Udhaar Ki Zindagi ist ein Bollywoodfilm aus dem Jahr 1994.

## Handlung
Sitaram Choudury gibt Radhakrishna das Versprechen seinen Sohn Vasu mit dessen Tochter zu verheiraten. Doch Vasu widersetzt sich, vor den Augen seines Vaters, der Heirat, denn Vasu versprach auch seine Collegefreundin Sonam zu heiraten. Widerwillig kommt es zu einer Hochzeit zwischen Vasu und Sonam. Schon nach kurzer Zeit kommt es aber zu einer Auseinandersetzung zwischen Vater und Sohn. Schließlich verlässt Vasu mit Sonam das Haus seines Vaters Sitaram und geht in die USA, um dort Arzt zu werden.
Viele Jahre später bedauert Sitaram seinen Sohn von dieser Abreise nicht abgehalten zu haben, nach außen hin bleibt er jedoch hartherzig. Eines Tages als Vasus Tochter Sita vor der Haustür steht sind alle sehr überrascht, das sie eher Vasu erwartet hätten. Dies enttäuscht Sitaram zusätzlich und hält sich von seiner Enkelin fern. Im Sturm erobert Sita die Herzen ihrer Familienangehörigen, nur ihr Großvater bleibt stur.
Nicht grundlos ist Sita alleine nach Indien gereist. Sie verbirgt ein tragisches Geheimnis, welches sie schon bald enthüllen muss. Mittlerweile hat sie auch ihren Oopa für sich gewinnen können, der sich für seine grobe Art entschuldigt.
Immer noch warten alle auf Vasus angekündigte Rückkehr, doch jedes Mal kommt etwas dazwischen. Als Sitaram seine Heirat mit seiner Frau Janki erfrischen will, sieht er so einen Grund Vasu zur Rückkehr zu bewegen. Vasu erscheint allerdings nicht zur Hochzeit. Nach der Hochzeit stirbt Janki an einem plötzlichen Tod in den Armen ihres Mannes.
Die Wut kocht in Sitaram auf als Vasu nicht einmal zur Beerdigung seiner Mutter einreist. Vor Sita beleidigt er ihren Vater. Sita kann die schwere Last auf ihren Schultern einfach nicht mehr ertragen und verlässt das Haus. Vorher übergibt sie ihrem Freund Kashi ihr Tagebuch, dass sie seit ihrer Ankunft geführt hatte.
Um die Missverständnisse aus dem Weg zu räumen, gibt Kashi das Tagebuch an Sitaram weiter. Nun wird Sitas tragisches Geheimnis gelüftet: Sitas Eltern sind bei einem Unfall ums Leben gekommen. Vasus letzter Wunsch war, dass seine Asche von seinem Vater in den Ganges gestreut wird. Sitas Aufgabe war es die Herzen aller zu gewinnen, damit sie die schlimme Nachricht verkraften können. Schließlich halten Sitaram und Kashi Sita auf um Vasus letzten Wunsch zu erfüllen. Somit streut Sitaram die Asche seines Sohnes in den Ganges und setzt damit ein Zeichen dafür, dass er ihm bereits längst vergeben hat.

## Auszeichnungen
- Bengal Film Journalists’ Association Award: Beste Hauptdarstellerin (in Bollywoodfilmen) an Kajol (1995)